# Tarent
Tarent [taˈrɛnt] (italienisch Taranto [ˈtaːranto] ⓘ, Tàrdə im lokalen Dialekt Tarandíne, altgriechisch Τάρας, lateinisch Tarentum) ist eine Stadt mit 187.025 Einwohnern (Stand: 31. Dezember 2023) in der italienischen Region Apulien und Hauptort der Provinz Tarent. Tarent liegt am Golf von Tarent im Ionischen Meer. Tarent, das einst von griechischen Siedlern gegründet wurde, ist die Stadt der zwei Meere und der Drehbrücke, deren antikes Zentrum die rund 34 Hektar große Insel Isola del Borgo Antico bildet (mit dem Castello Aragonese), die das Mittelmeer (Mar Grande) von einer hinter der Insel liegenden Lagune (Mar Piccolo) trennt. Tarent nimmt zusammen mit Pilone, Ortsteil von Ostuni (BR) und Santa Maria di Leuca (LE), eine wichtige Stellung im Salent ein.
Tarent ist ein großer Handelshafen mit Stahlindustrie, einer Raffinerie, petrochemischen Werken und Zementfabriken, einer Schiffswerft sowie einem Marinestützpunkt.
In Tarent und dem nördlichen Teil der gleichnamigen Provinz Tarent wird Tarandíne, ein Dialekt der italienischen Sprache gesprochen.

## Geographie

### Lage

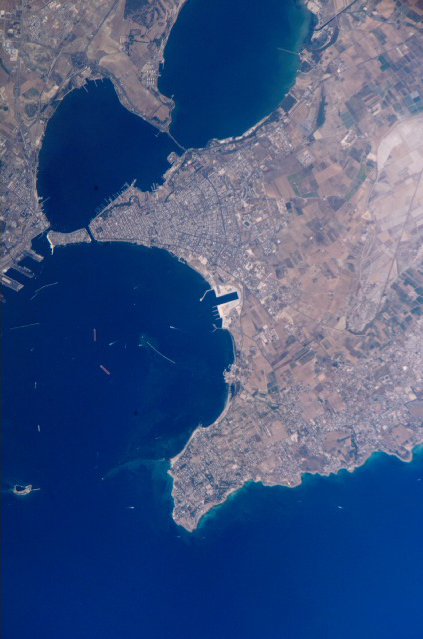
Satellitenaufnahme von Tarent

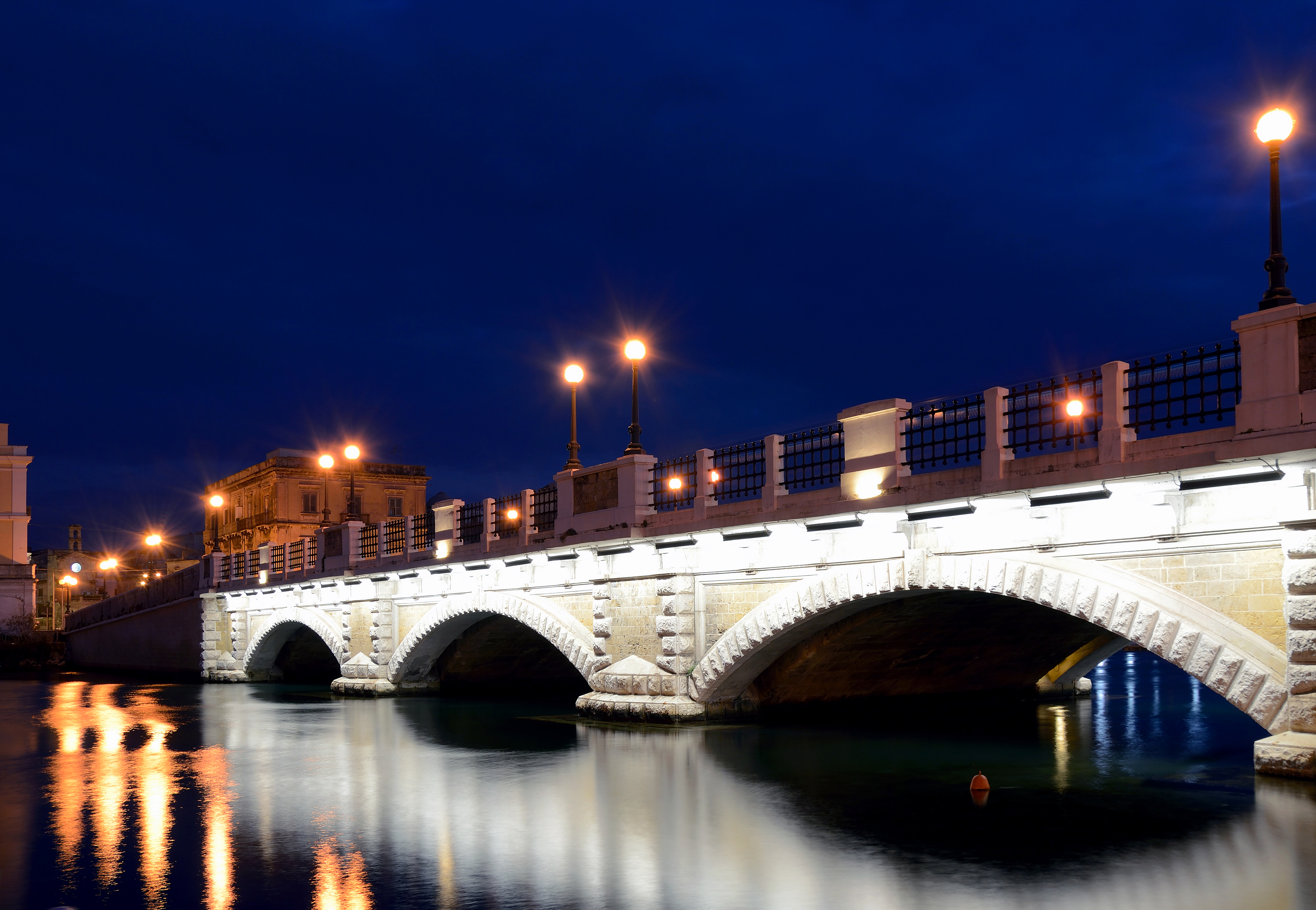
Ponte di Porta Napoli

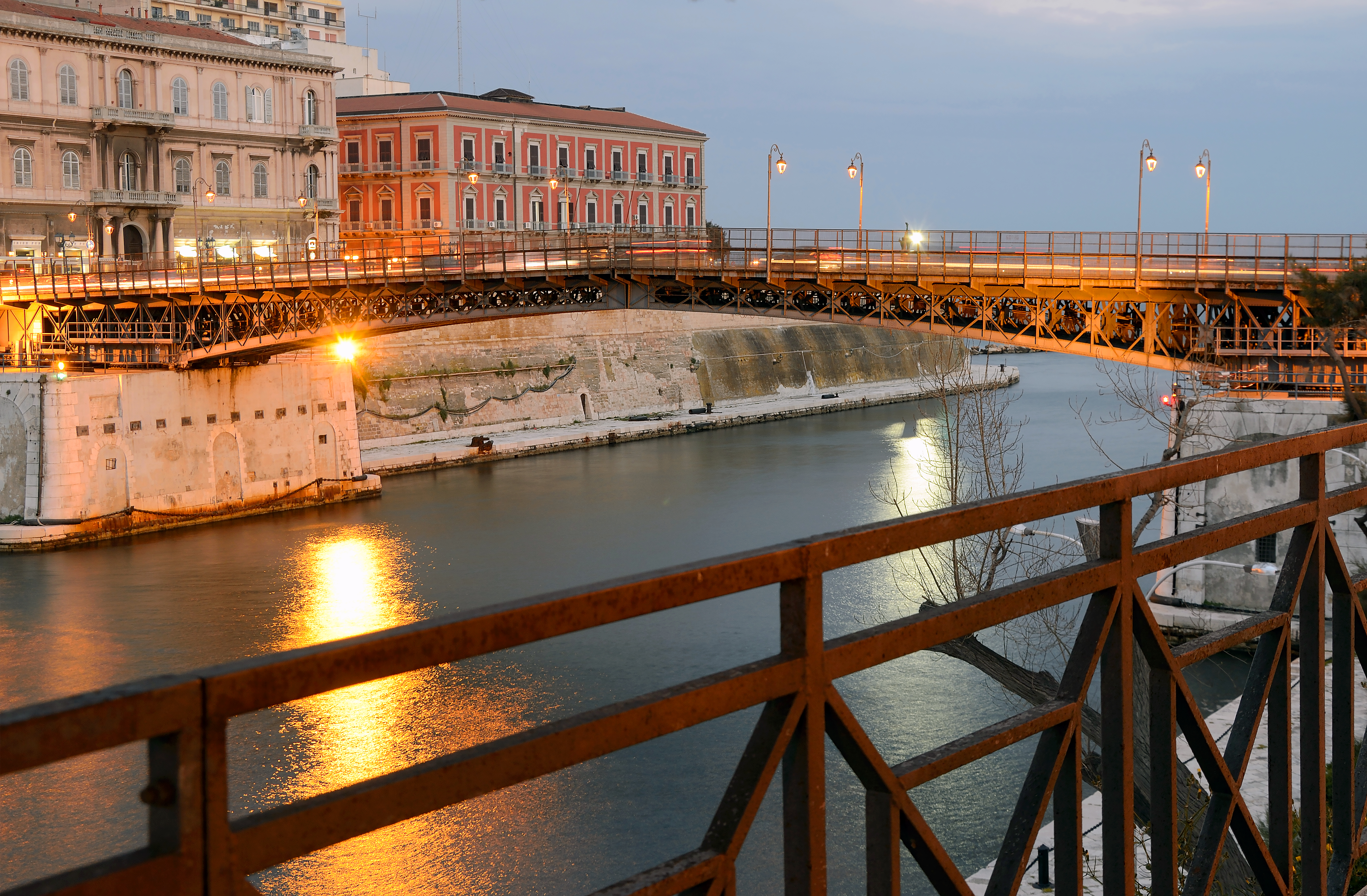
Ponte Girevole

Tarent, das auch die „Stadt der zwei Meere“ genannt wird, liegt am Ionischen Meer, das dort ins kleine Meer (Mar Piccolo) und ins große Meer (Mar Grande) unterteilt wird: Das kleine Meer wird von dem großen Meer durch zwei Halbinseln getrennt, die in einem Golf enden. Beide Meere umschließen die Insel Isola del Borgo Antico, die der ursprüngliche Kern der Stadt war. Diese Insel wird durch zwei Brücken, die Ponte di Porta Napoli und die Ponte Girevole, über dem schiffbaren Kanal mit dem Festland verbunden. Von der Drehbrücke aus kann man das Castello Aragonese bewundern.
Das Mar Grande, auch Reede genannt, wird durch die Cheradi-Inseln (San Pietro, San Paolo) und das Capo San Vito vom Ionischen Meer getrennt. Das Mar Piccolo ist als ein Binnenmeer zu betrachten, darum bestehen Probleme des Wasseraustausches. Seine zwei Meerbusen werden durch die Ponte Punta Penna Pizzone geteilt, die Brücke, die die Landspitzen Penna und Pizzone miteinander verbindet. Der erste Meeresbusen hat die Form eines Dreiecks, dessen südlicher Teil in den zweiten Meeresbusen und der westliche auf das Mar Grande über den Porta-Napoli-Kanal übergeht; der zweite Meeresbusen hat jedoch eine elliptische Form, dessen Breite bis zu fünf Kilometer misst.
Die verschiedenen Strömungen und der unterschiedliche Salzgehalt des Meerwassers im Mar Grande und in den beiden Meeresbusen des Mar Piccolo werden von den Winden, den Gezeiten und von unterseeischen Quellen beeinflusst. Im nördlichen Teil der beiden Meeresbusen gibt es einige unterseeische Süßwasserquellen, Citri genannt, die zusammen mit Brackwasser eine ideale Bedingung zur Zucht von Miesmuscheln sind. Außerdem mündet in den ersten Meeresbusen der Fluss Galesus.
Die Stadt hat sich längs der schon erwähnten Küsten entwickelt; die alte Vorstadt befindet sich auf der Insel. Auf der Halbinsel im Osten befindet sich das Stadtviertel Borgo (Borgo Nuovo), das heutige Stadtzentrum. Die Stadtviertel Italia-Montegranaro, Salinella, Solito-Corvisea, Tre Carrare-Battisti, Talsano-San Donato, San Vito-Lama-Carelli bilden die heutige Entwicklungsachse der Stadt.
Auf der Halbinsel im Westen befinden sich das Stadtviertel Tamburi, das Industriegebiet und der Handelshafen. Dezentralisierter, im Norden des Mar Piccolo befindet sich das Stadtviertel Paolo VI.
Die Entwicklung der Stadt, längs der Halbinseln, begann Ende des 19. Jahrhunderts, denn vorher lebten die Einwohner der Stadt nur auf der Insel. Davon zeugt das Geflecht von Gassen in der Altstadt. Um auch nur den kleinsten Freiraum auszunützen, baute man die Häuser dicht nebeneinander. Dies vereinfachte auch die Verteidigung im Falle einer Invasion. In der Neustadt dagegen überwiegt eine rationellere fächerförmige Anordnung der Häuser.

### Stadtgliederung

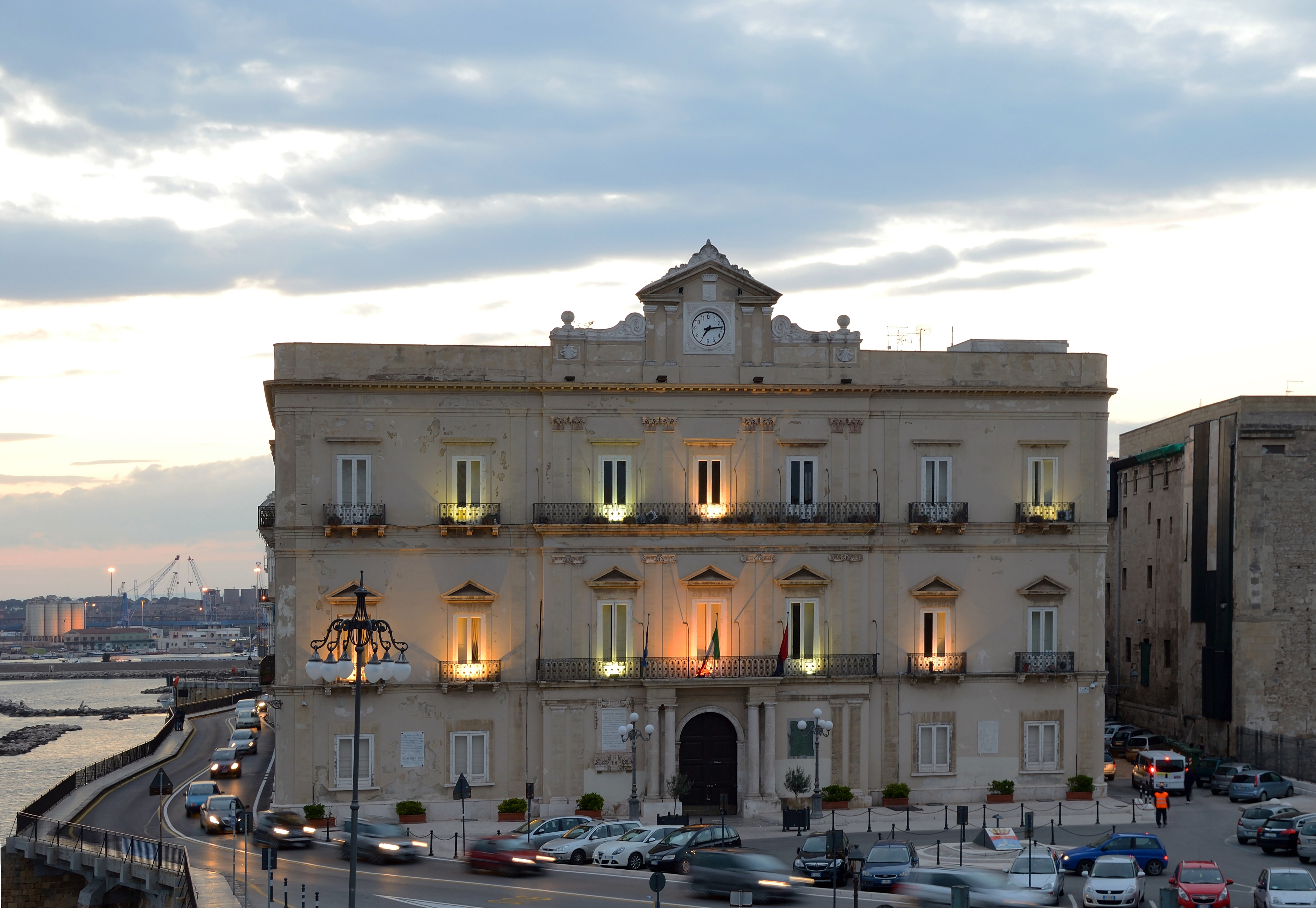
Das Rathaus, der Palazzo di Città

Tarent ist in sechs Stadtbezirke gegliedert:
| Nr. | Stadtbezirk (Circoscrizione) | Fläche (km²) | Bevölkerung | Dichte (Einw./km²) | Stadtviertel (Rioni)                   |
| --- | ---------------------------- | ------------ | ----------- | ------------------ | -------------------------------------- |
| I   | Paolo VI                     | 55,05        | 40.254      | 731                | Paolo VI                               |
| II  | Tamburi – Lido Azzurro       | 37,85        | 18.300      | 483                | Tamburi, Croce, Lido Azzurro           |
| III | Città Vecchia – Borgo        | 2,36         | 2.745       | 1163               | Città Vecchia, Borgo                   |
| IV  | Tre Carrare – Solito         | 15,93        | 48.934      | 560                | Tre Carrare-Battisti, Solito, Corvisea |
| V   | Montegranaro – Salinella     | 16,34        | 48.123      | 2333               | Salinella, Italia-Montegranaro         |
| VI  | Talsano – San Vito – Lama    | 85,34        | 36.756      | 407                | Talsano, San Vito, Lama                |
|     | Taranto                      | 217,87       | 195.112     | 656                |                                        |

## Mythologie
Nach der Mythologie geht die Gründung Tarents auf die Zeit etwa 1200 Jahre vor der Gründung Roms zurück, als der Halbgott Taras, Sohn Neptuns, in der Nähe der heutigen Stadt, an der Mündung des Flusses Tara, eine Siedlung anlegte.

## Geschichte
Die frühesten Siedlungsspuren stammen aus der Jungsteinzeit und wurden im Bereich des Klosters von San Domenico unter wesentlich jüngeren Schichten der Bronze- und frühen Eisenzeit (siehe unten) entdeckt.
Während der Bronzezeit existierten im Bereich des heutigen Stadtgebiets und der Umgebung mehrere Siedlungen, die teilweise intensivere Handelskontakte zum mykenischen Griechenland unterhielten. Reste einer bedeutendsten Siedlung wurden bei Notgrabungen 1899 am sogenannten Scoglio del Tonno, einer Anhöhe direkt gegenüber der Altstadt (Città vecchia), archäologisch erforscht. Sie war vom 18. bis mindestens ins 11. Jahrhundert v. Chr. dauerhaft besiedelt. Ab ca. 1400 v. Chr. bestanden dauerhafte Kontakte zum ägäischen Raum, wie vor allem zahlreiche Fragmente mykenischer Keramik belegen. Bronzeobjekte offenbaren teilweise Parallelen zu Norditalien, weshalb das bronzezeitliche Tarent als eine Drehscheibe des damaligen Handels angesehen wird. Einheimische Keramik aus der frühen Eisenzeit sowie vereinzelte griechische Importe weisen auf eine Besiedlung auch im 9. und 8. und womöglich auch noch nach 700 v. Chr. hin. Weitere Funde aus der mittleren Bronzezeit bis zur Zeit der griechischen Kolonisation Tarents traten 1990 bei Grabungen bei der Kirche San Domenico, im Westen der Altstadt Tarents, zu Tage.
Durch Schriftquellen ist die Geschichte der Stadt erst für die Zeit ab dem späten 8. Jahrhundert relativ gut belegt, als, laut (allerdings späteren) antiken Überlieferungen, eine Gruppe von spartanischen Kolonisten bzw. Flüchtlingen in der Nähe von Tarent eintraf und die Vorgängersiedlung in eine griechische Polis umgewandelt haben soll. Nach der Tradition geschah dies 706/705 v. Chr. durch den Spartaner Phalantos. Benannt wurde die Siedlung nach dem nahen Fluss Taras. Sie bestand aus der ursprünglichen Halbinsel, heute der Insel zwischen Mar Grande und Mar Piccolo, an dem die Hafenbauten entstanden. Sie besaß eine Akropolis und eine Stadtmauer. Bald wurde die für ihren Reichtum berühmte Stadt, die einzige Apoikie Spartas, ein wichtiges Machtzentrum der Magna Graecia, das zugleich die Hegemonie über die Japyger und die Messapier errang. Schon im 5. Jahrhundert entstand ein neuer, weiterer Mauerring, und Tarent wurde zur Hegemonialmacht im Italiotenbund, einem Koinon der griechischen Städte Süditaliens.
Die Stadt geriet im 3. Jahrhundert in Konflikt mit Rom und wurde 272 v. Chr., trotz Unterstützung durch König Pyrrhus von Epiros, von den Römern erobert. Die Stadt blieb danach zunächst nominell unabhängig, wurde aber von griechischen Romfreunden dominiert und fiel im Zweiten Punischen Krieg 213 v. Chr. zu Hannibal ab, der ihr die Freiheit versprach und dem sie die Stadttore öffnete. Truppen unter Führung des Quintus Fabius Maximus Verrucosus eroberten Tarent 209 endgültig. Kaiser Nero siedelte um 60 n. Chr. römische Veteranen in Tarent an, das erst jetzt seinen griechischen Charakter verlor.
Die folgende Zeit bis in das Hochmittelalter ist wenig erforscht. In der ausgehenden Spätantike war die Stadt wieder stark befestigt. Um 547 rief Tarent den oströmischen Feldherrn Johannes aus Otranto zu Hilfe, der das Stadtareal stark verkleinerte, um Tarent überhaupt verteidigen zu können. So trennte er den Teil am Isthmus vom eigentlichen Stadtareal ab, befestigte ihn stark, und konzentrierte dort die Bevölkerung, auch die des Umlandes. 550 wurde die Stadt dennoch von dem Ostgoten Totila erobert. Als Kommandanten setzte er Ragnaris ein, der versuchte, die oströmische Gegenoffensive unter Narses abzuwehren. Doch wurde er von dem oströmischen Kommandanten Pacurius besiegt. Angeblich soll Narses seinem Schutzpatron zwei Sankt-Theodor-Kirchen gewidmet haben. Dort, wo heute die Altstadt ist, wurde Tarent anschließend erneut aufgebaut.

Herrschaftsgebiet der Langobarden von Benevent im 8. Jahrhundert

Tarent stand im Frühmittelalter unter häufig wechselnder Herrschaft. 663 führte Kaiser Konstans II. eine Armee zur Rückeroberung des von den Langobarden von Benevent besetzten Gebietes auch nach Tarent, doch scheiterte am Ende der Angriff auf Benevent. Danach gelangte Tarent mit seinem Umland in langobardischen Besitz. Nur wenig ist über diese Zeit bekannt. So weiß man von einigen Schenkungen an das Kloster Montecassino, und von der Gefangenschaft des Fürsten Siginolf, der 838 wieder freikam.
Die Stadt wurde 839 erstmals von Sarazenen unter Führung eines Saba erobert, dessen Flotte diejenige der Venezianer besiegte, die im Auftrag Konstantinopels die Muslime vertreiben sollte. Drei Jahre später ist die Gegenwart eines „Apolaffar“ belegt, der möglicherweise aus der muslimischen Kolonie Kreta stammte. Die Sarazenen, also islamisierte Araber und Berber, errichteten von 846 bis 880 ein Emirat. Dieses wurde allerdings 846 bis 847 und erneut 851 bis 852 erobert. Der fränkische Mönch und Pilger Bernardus berichtet vom Handel mit christlichen Sklaven, die vom Hafen verschifft wurden. 880 eroberte der byzantinische Feldherr Leon Apostyppes die Stadt für Konstantinopel zurück. Es entstand binnen eines Jahrzehnts eine Art Provinzverwaltung, ein Thema. Dennoch blieb die Stadt gefährdet. So wurde sie am 15. August 927 von Sarazenen unter Führung des Slawen Sabir geplündert und zerstört. Erst ab 967 wurde sie von dem Strategen Nikephoros Hexakionides wieder aufgebaut.
Den Normannen gelang die Eroberung der Stadt erst in der 2. Hälfte des 11. Jahrhunderts, wobei Byzanz unter Georgios Maniakes noch 1037 bis 1043 versucht hatte, Sizilien zurückzuerobern, was im Ostteil auch gelang. Trotz dieses kurzlebigen Erfolges wurde Maniakes von Kaiser Konstantin IX. seines Kommandos enthoben, woraufhin sich der Feldherr von seinen Truppen selbst zum Kaiser ausrufen ließ. Beim Vormarsch auf die Hauptstadt Konstantinopel kam er jedoch in einer Schlacht ums Leben. Die territorialen Grundlagen des Fürstentums Tarent wurden wohl 1086 gelegt. Die Stadt war noch immer stark griechisch geprägt und hatte eine blühende jüdische Gemeinde. Friedrich II. vermachte das Fürstentum seinem Sohn Manfred.
Unter den Anjou wurde das Fürstentum zunächst eingezogen, dann jedoch Philipp, den Sohn Karls II. von Anjou verlehnt. Innerhalb der Stadt entstand eine Schicht, die von den Herren eine Reihe von Konzessionen und Privilegien erwirkte. 1399 erlangte vor dem Hintergrund der dynastischen Kämpfe um den Thron von Neapel Raimondello del Balzo-Orsini, der Ehemann der Gräfin von Lecce, Maria d’Enghien, das Fürstentum. Nach dessen Tod ging das Fürstentum wiederum durch die Ehe der Maria mit Ladislaus von Anjou-Durazzo an diesen über, um schließlich 1420–1463 an den Sohn Marias und Raimondellos, Giovanni Antonio Del Balzo-Orsini überzugehen. Aragon setzte schließlich dieser Machtballung ein Ende.
Im Gegensatz zur Periode der Balzo-Orsini, als die Stadt eher von geringer Bedeutung war, entwickelten sich nun stärkere ökonomische Aktivitäten und eine zunehmende Bautätigkeit. 1494 fiel die Stadt kurzzeitig an Frankreich, wurde aber von den Aragonesen zurückerobert. Die Periode des spanischen Vizekönigtums begann mit der Belagerung durch Truppen des Gonzalo Fernández de Córdoba und der Kapitulation am 1. März 1502.
Am Ende des 19. Jahrhunderts wurde Tarent ein Marinestützpunkt. Ein britischer Angriff auf den Hafen von Tarent am 11. November 1940 mit Flugzeugen, die von einem Flugzeugträger aus starteten, gilt als Vorbild für den Angriff der Japaner auf Pearl Harbor ein Jahr später.
Wichtige Vertreter der Philosophie und Literatur, die in Tarent geboren wurden, sind: Archytas, Livius Andronicus und Aristoxenos.

## Wirtschaft

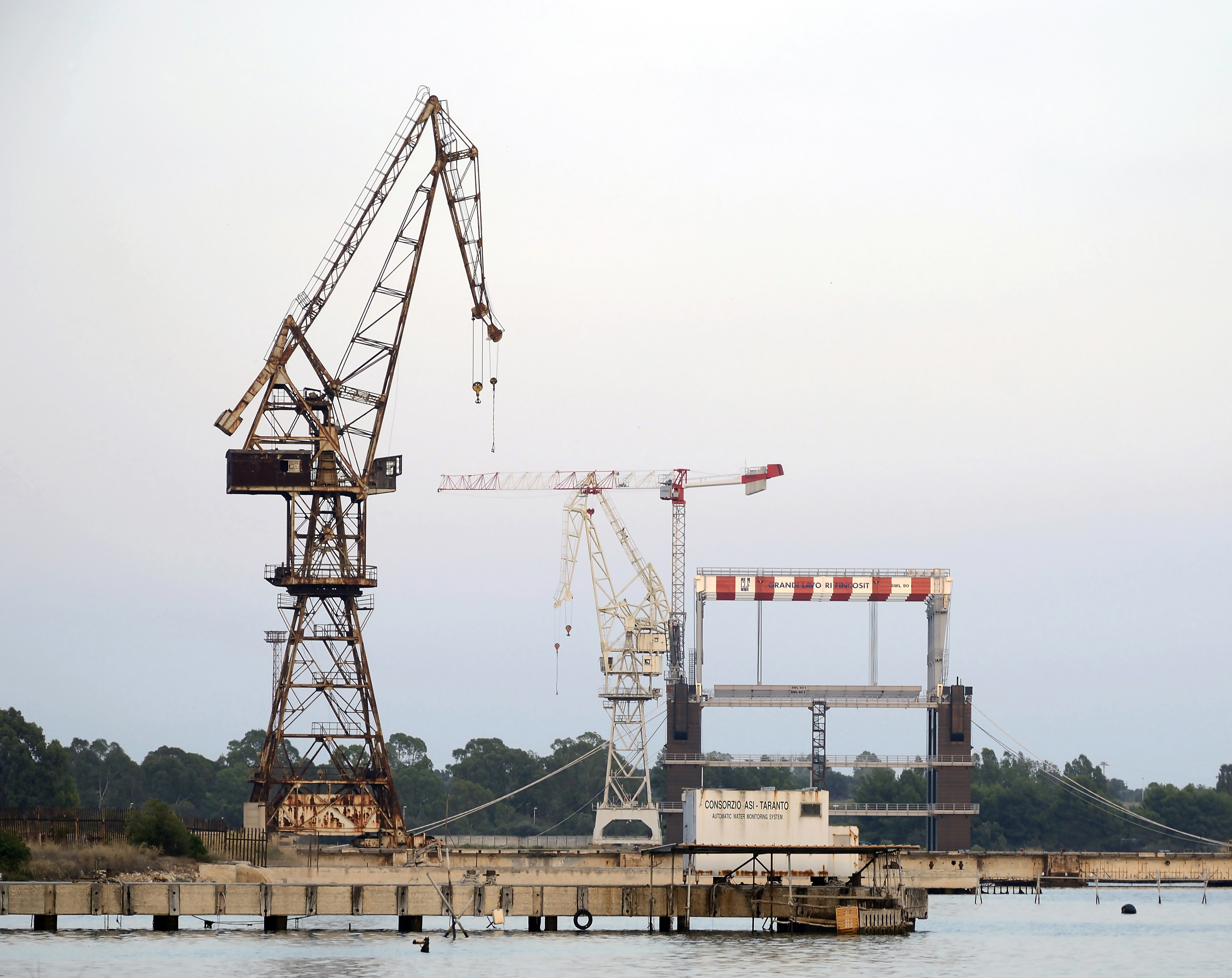
Handelshafen von Tarent

Tarent verdankt seine Existenz seit jeher seinen Meeren. Das süße und reine Wasser der Quellen, das gemäßigte Klima, die grünen Küsten und der abwechslungsreiche Fischreichtum machten aus der Stadt einen großzügigen und ertragreichen Ort für die Bewohner und einen reichen und sicheren Hafen für die Seefahrer des Mittelmeers. Aus diesen Gründen war das Tarent der Magna Graecia ein wichtiges Handelszentrum, vor allem mit Griechenland und Kleinasien.
Der Hafen von Tarent liegt an der nördlichen Küste des Golfes von Tarent und hat sowohl in strategischer wie auch in kommerzieller Hinsicht eine wichtige Rolle. Die Anlagen des Handels- und Industriehafens liegen im Nordwesten des Mar Grande.
Das moderne Tarent hat eine schnelle Verwandlung erlebt. In kurzer Zeit wurde aus der Fischerstadt mit Marinearsenal durch den Bau des IV. Stahlzentrums Italsider (ILVA) eine Industriestadt.

## Infrastruktur

### Öffentliche Verkehrsmittel

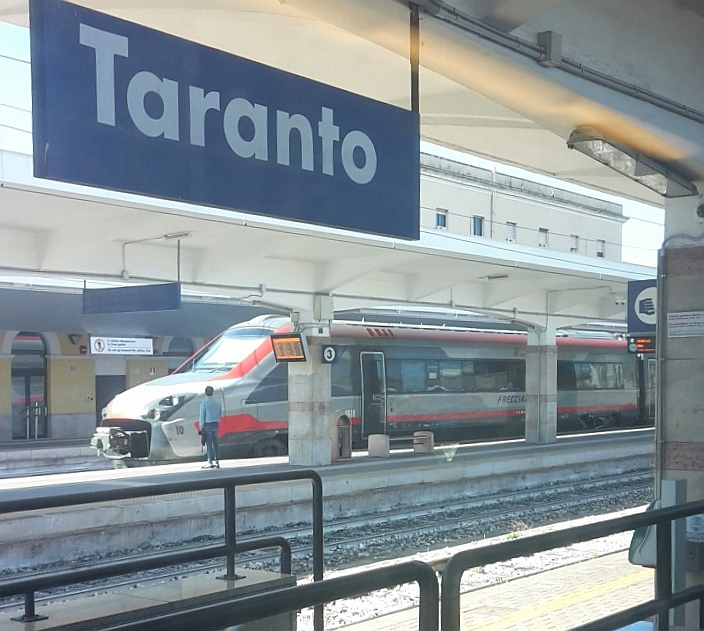
Bahnhof Taranto

Der öffentliche Personennahverkehr wird vom Verkehrsunternehmen AMAT AG (Azienda per la Mobilità nell'Area di Taranto) betrieben.
Der Bahnhof Taranto wird von den Bahnstrecken Bari–Taranto, Taranto–Brindisi und Taranto–Reggio di Calabria der Ferrovie dello Stato Italiane (FS) sowie der Bahnstrecke Bari–Martina Franca–Taranto der Ferrovie del Sud Est bedient. Regelmäßig besteht auch eine direkte Fernverkehrsanbindung nach Mailand.

### Yachthafen Tarent

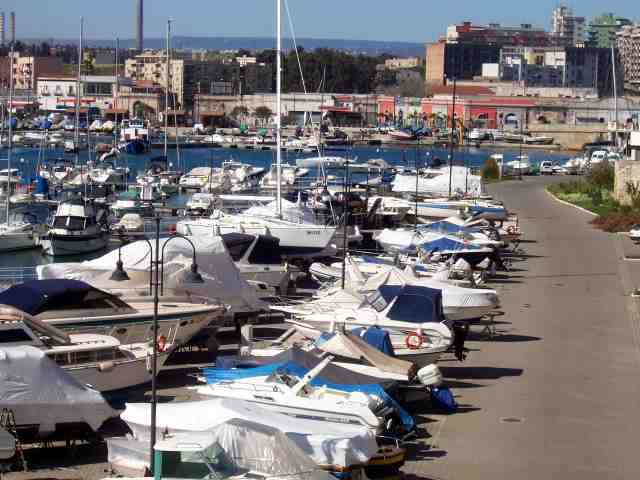
Yachthafen Molo Sant’Eligio

Der Yachthafen Marina di Taranto befindet sich innerhalb des Handelshafens, am Molo Sant’Eligio in der Altstadt. Dank seiner Lage ist er gegen die Meeresströmungen des Ionischen Meeres, den feucht-heißen Südwind (genannt „Scirocco“) und den Mistralwind geschützt. Die Anlage ist mit schwimmenden Landungsstegen für 250 Boote vorgesehen und hat einen Kai für bis zu 40 m lange Wasserfahrzeuge.
Es werden kommerzielle und touristische Dienstleistungen angeboten. Das 2002 gegründete Unternehmen „Italia Navigando“ fördert das zukünftige Wachstum dieser und anderer Anlagen in Italien.

## Kultur und Sehenswürdigkeiten
Tarent teilt sich in Altstadt und Neustadt:
- Die Altstadt, die heute als Insel erscheint, war ursprünglich eine Halbinsel. Die bauliche Struktur der Altstadt in diesem Bereich befindet sich derzeit in einem desaströsen Zustand. Viele Häuser sind verlassen, einsturzgefährdet oder bereits Ruinen. Die Altstadt von Tarent ist im gegenwärtigen Zustand als drastisches Beispiel von Stadtentkernung zu betrachten.

* Das griechische Tarent war, wenn man den städtebaulichen Gesichtspunkt und die hellenische Tradition betrachtet, in seiner Zeit des größten Glanzes in Akropolis, Polis und Nekropolis unterteilt.
* Die Akropolis ist identisch mit dem höchsten Teil der Stadt, Sitz der wichtigsten Tempel, der öffentlichen Gebäude und der berühmtesten Denkmäler (die aktuelle Insel).
* Die Polis, das Wohnviertel, befindet sich im Westen des Borgo bis Via Leonida.
* Die Nekropolis garantierte die ewige Ruhe der Verstorbenen (der aktuelle Ostteil des Borgo).
- Die längsten Seiten der trapezförmigen Neustadt werden vom Mar Grande und vom Mar Piccolo abgegrenzt (daher der Name „Stadt der zwei Meere“).

In ganz Tarent gibt es Gebäude und Palazzi, die historischen Persönlichkeiten der Stadt gehörten.

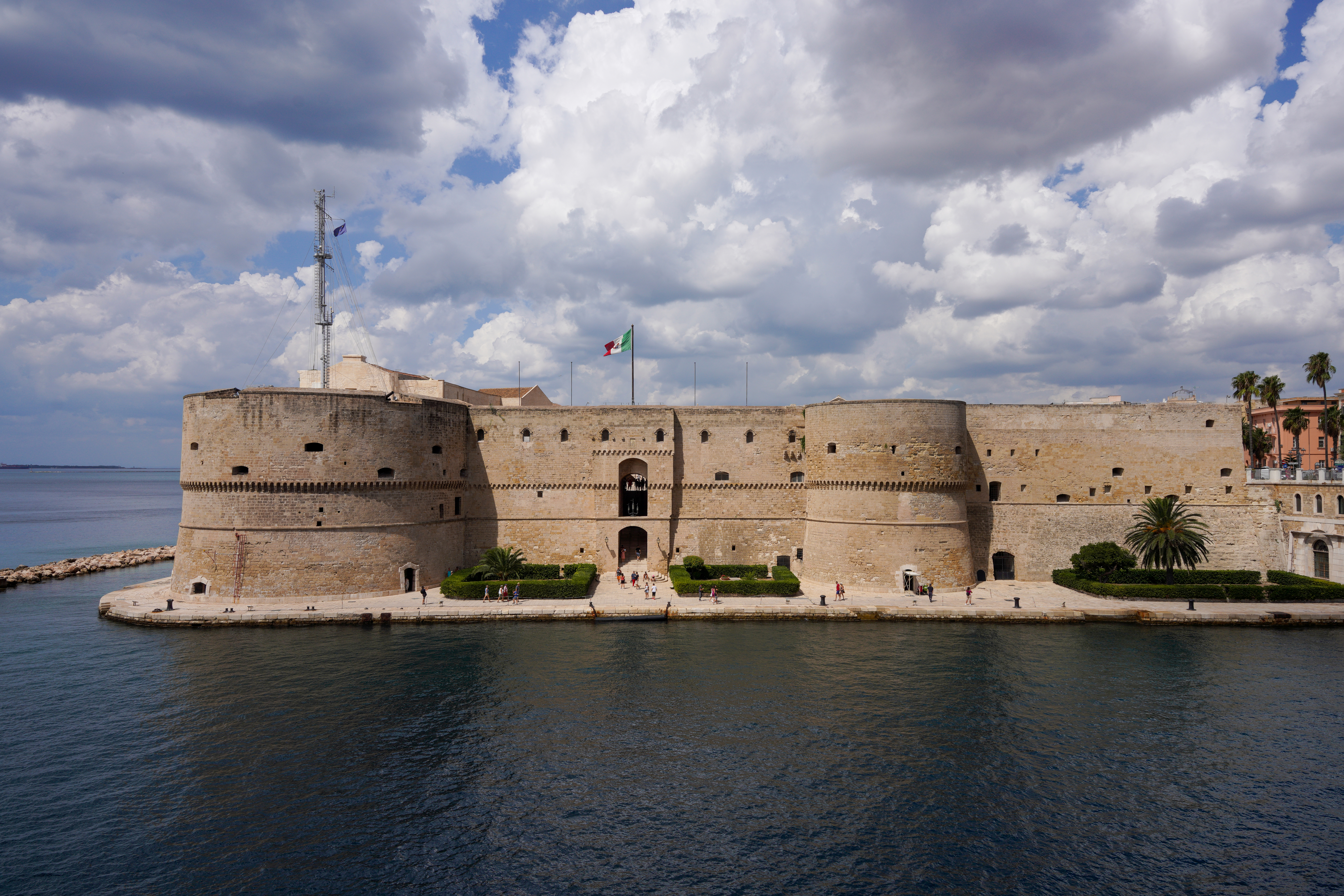
Castello Aragonese

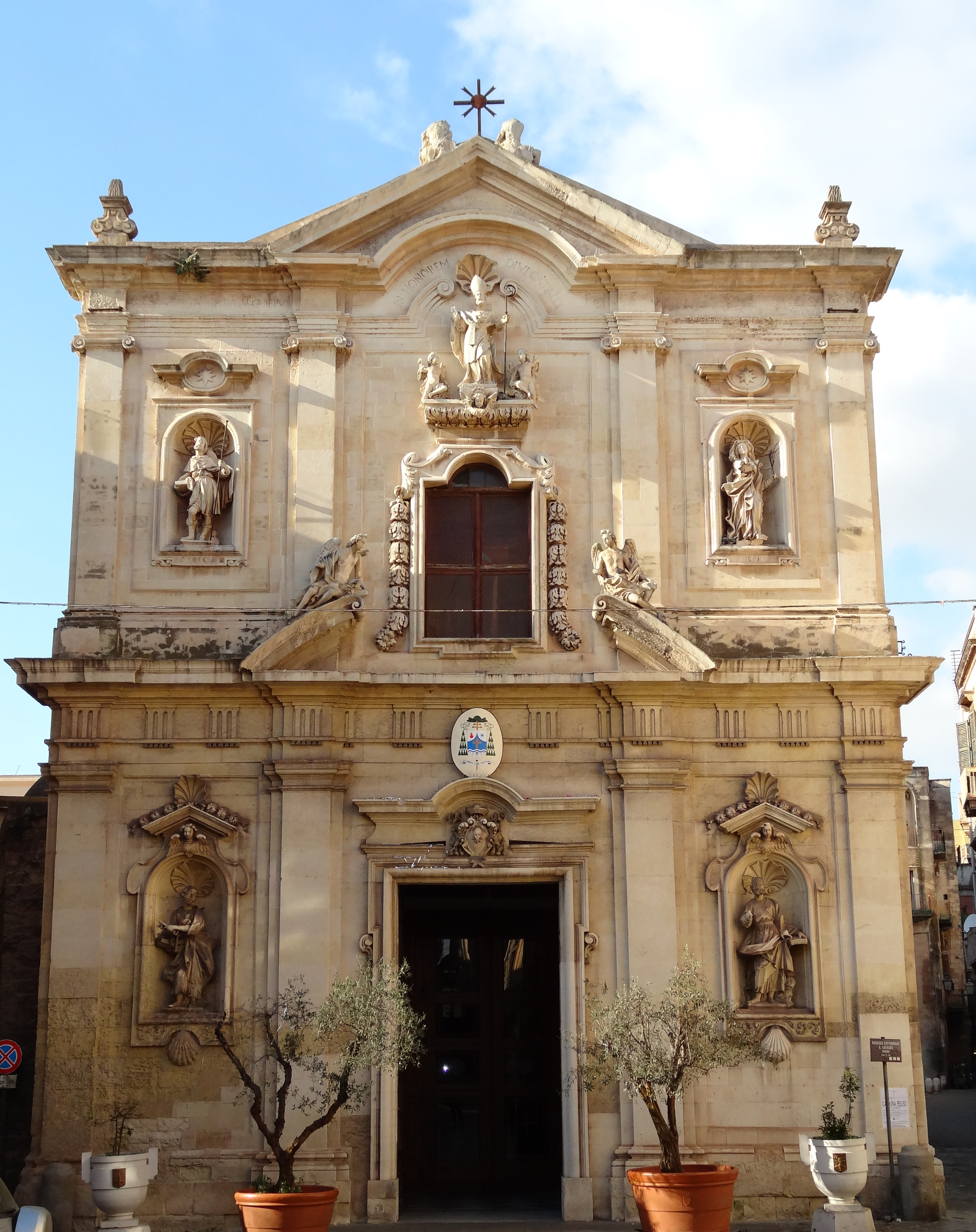
Kathedrale San Cataldo

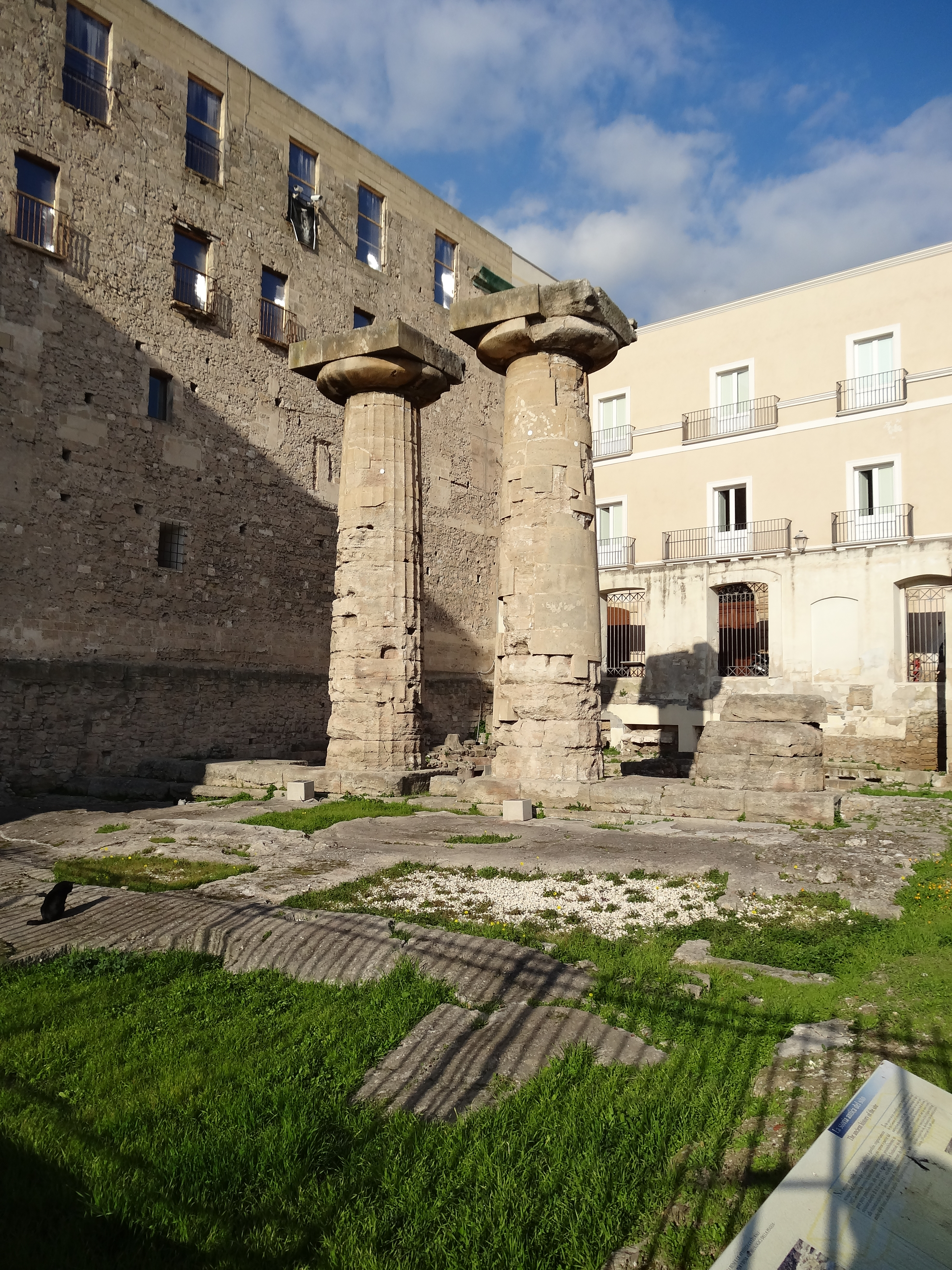
Reste eines dorischen Tempels aus der griechischen Zeit

### Historische Altstadt
- Piazza Castello:

Drehbrücke (Ponte Girevole), welche die historische Insel zusammen mit einer Steinbrücke (Ponte di Porta Napoli) mit dem Festland verbindet
Dorischer Tempel
Castello Aragonese
Palazzo di Città
- Via Duomo:

Ehemaliges Kloster San Francesco
Palazzo Galeota aus dem Jahr 1728 mit Ethnographischem Minimuseum
Palazzo Fornaro mit Mittelalterlichem Museum
Dom San Cataldo, Kathedrale des Erzbistums Tarent
Ehemaliges Kloster (heute Sitz des Amts für Denkmalpflege; archäologische Ausstellungen) und Kirche San Domenico
- Piazza Monteoliveto:

Santuario Madonna della Salute
St. Andrea degli Armeni
Geburtshaus des Komponisten Giovanni Paisiello
- Hypogäum von De Beaumont Bonelli Bellacicco mit historischem Haus.

### Das neue Tarent
- Archäologisches Nationalmuseum
- Experimentelles Meereskundliches Institut von Tarent
- griechisch-römische Nekropolen
- Krypta des Erlösers
- Strandpromenade Lungomare
- Konkathedrale Gran Madre di Dior, Entwurf Gio Ponti, erbaut 1967–1971

### Regelmäßige Veranstaltungen
Die wichtigsten Veranstaltungen im Jahreskalender:
- Karwoche
- Prozession der Jungfrau Maria
- Meeresprozession „Stella Maris“
- Palio von Tarent
- Erinnerung an die Hochzeit von Maria d’Enghien (1. Samstag im Mai)
- San Cataldo ist der Schutzpatron der Stadt und wird vom 8.–10. Mai gefeiert
- Jahrestag des Christus des Meeres
- Historischer Motorradwettkampf „Mailand–Tarent“
- Oldtimer-Wettkampf „Tarantostorica“
- Internationale Tanzwoche Taranto Danza
- Internationaler Kongress über Großgriechenland
- Italienisches Festival der Küche mit der Tarenter Miesmuschel
- Tarenter Filmfestival
- Internationales Festival des Karnevals
- Internationale Judotrophäe „Città Taranto“
- Internationales weibliches Tennisturnier „Città Taranto“

### Der Mythos im Stadtbild

Der Mythos Phalantos im antiken Borgo in Tarent

An der Strandpromenade des Antiken Borgo befindet sich eine 140 m² große Keramiktafel, die die Legende der griechischen Besiedlung und den Ursprung Tarents darstellt. Das Werk wurde von der Künstlerin Silvana Galeone auf Entwurf des Centro Culturale Filonide realisiert. Inspiriert vom Mythos des spartanischen Helden Phalantos und einer überlieferten Antwort des Orakels von Delphi, das Folgendes ankündigte: „Wenn es bei heiterem Himmel regnen wird, wirst du neues Land und Stadt erobern.“ Als Phalantos an Bord auf einer langen Reise in Richtung Japygien (heutige Apulien) fuhr und seine Frau Aithra (griech.: Αἴθρα, d. h. heiterer Himmel) weinen sah, meinte er, das Orakel habe sich bewahrheitet. So gründete er, der Überlieferung zufolge, seine Stadt und nannte sie Satyrion, latinisiert Saturo. Saturo ist noch heute der Name eines modernen Badeorts, wenige Kilometer südlich von Tarent entfernt, bei dem sich auch der archäologische Park von Saturo befindet.

## Gastronomie
Eine Besonderheit ist das Olivenöl Olio Terre Tarentine DOP.
Typische Gerichte sind: Cavatelli (eine Pastasorte) mit Miesmuscheln, Risotto mit Meeresfrüchten, Krake und Fisch vom Grill mit rohem oder gekochtem Gemüse. Typisch sind Orecchiette (Öhrchennudeln) mit cime di rapa oder Tomatensoße sowie Mozzarella und frischen Provolone oder Kalbsrouladen und Geflügelleber vom Grill, die mit Weinen aus diesem Gebiet begleitet werden: Aleatico DOC, Lizzano DOC, Martina Franca DOC, Primitivo di Manduria. Zum Abschluss reicht man Honig- und Mandelkuchen oder typische Carteddàte, Sannacchiùdere und Pettole, die zu besonderen Feiertagen zubereitet werden.

## Sport
Die männliche Fußballmannschaft wird von der Gesellschaft Taranto FC 1927, die weibliche von der Gesellschaft International Taranto repräsentiert.
Die weibliche Basketballmannschaft wird von der Gesellschaft Taranto Cras Basket dargestellt. Sie hat in der Saison 2002/03 den Meistertitel, den italienischen Pokal und den italienischen Superpokal gewonnen.
Die Mannschaften des Rollstuhlbasketball sind Dream Team Taranto und Taranto Basket 93.
Die männliche Volleyballmannschaft wird von der Gesellschaft Taranto Volley repräsentiert.
Die männliche Mannschaft des American Football wird von der Gesellschaft AS Delfini Taranto repräsentiert.
Die männlichen Rugbymannschaften sind FC Rugby Taranto und AS Taranto Rugby.
Im Radsport war die Stadt mehrmals Etappenpunkt des Giro d’Italia:
- 1995 (18. Mai): 6. Etappe, von Nicola Minali gewonnen.
- 1997 (26. Mai): 10. Etappe, von Mario Cipollini gewonnen

Tarent war auch mehrfach Etappenpunkt des Giro d’Italia Vela der Segler:
- 2004 (10. Juli): 10. Etappe, vom Team Milazzo gewonnen.
- 2005 (5. Juli): 8. Etappe, vom Team Friuli Venezia Giulia gewonnen.

Die XX. Mittelmeerspiele finden 2026 in Tarent statt.

## Sonstiges

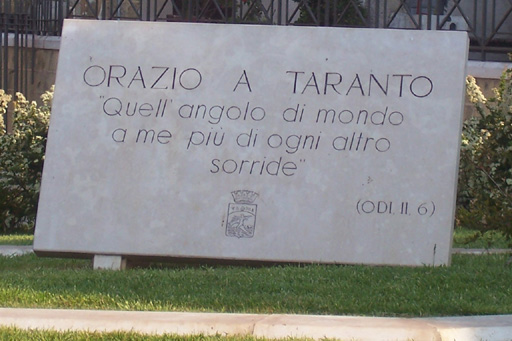
Quintus Horatius Flaccus an Septimius – Gedenkplatte

- Loblied über Tarent, literarischer Auszug aus der Antike:

„O wie mich vor allem Bezirk des Erdreichs

Jener Ort anlacht, wo Hymettus Feldern

Nicht der Honig weicht, und das Öl dir eifert,

Grünes Venafrum;

Wo den Lenz langwierig und lau des Winters

Tage Zeus darbeut und gesegnet Aulon

Durch Lyäus Gunst die Falernertrauben

Wenig beneidet.“

- Die Spinnenart Tarantel bezieht ihren Namen von der Stadt. Dasselbe gilt indirekt für den davon abgeleiteten Tanz, die Tarantella.

## Fotos

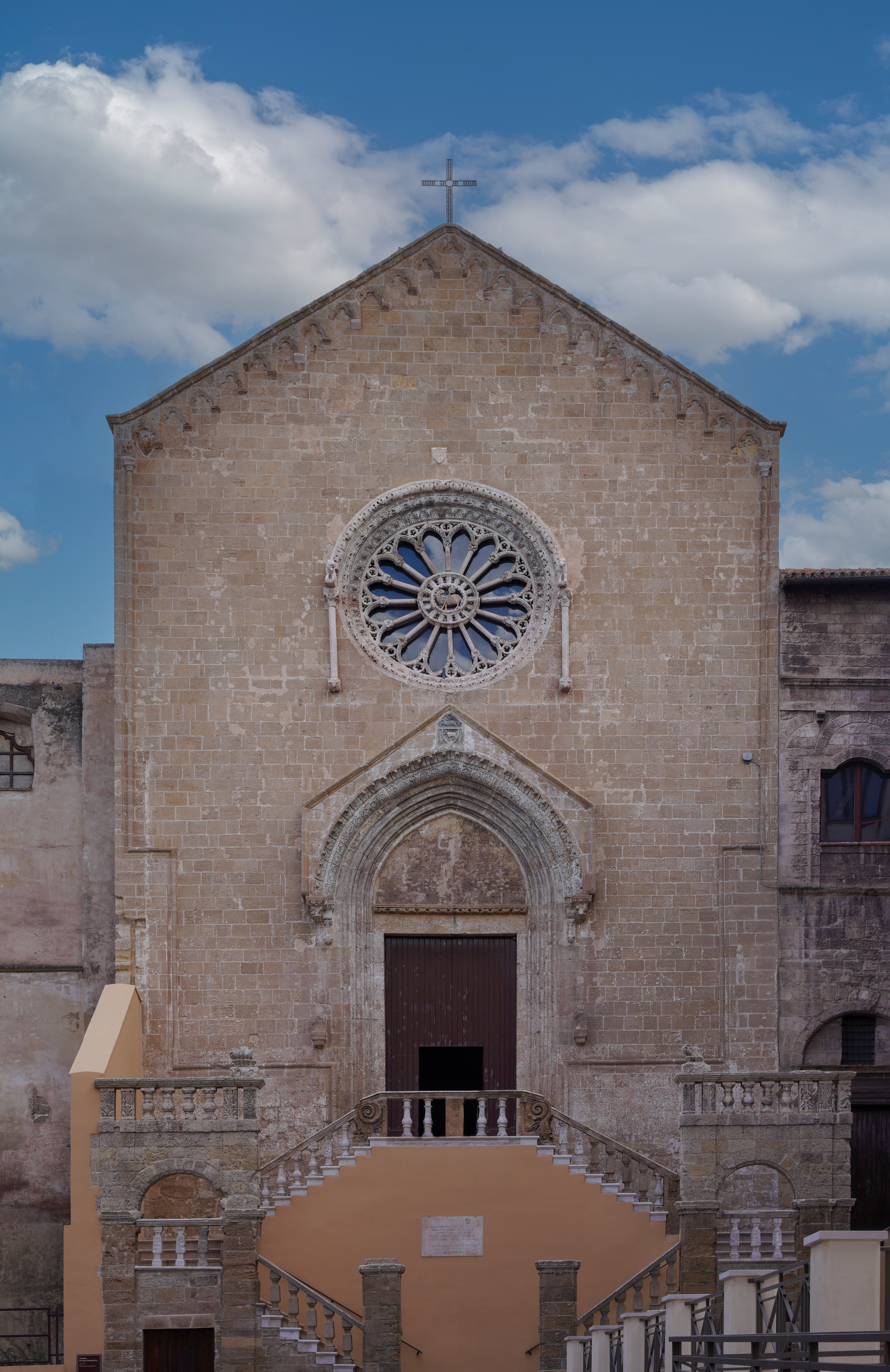
Kirche San Domenico
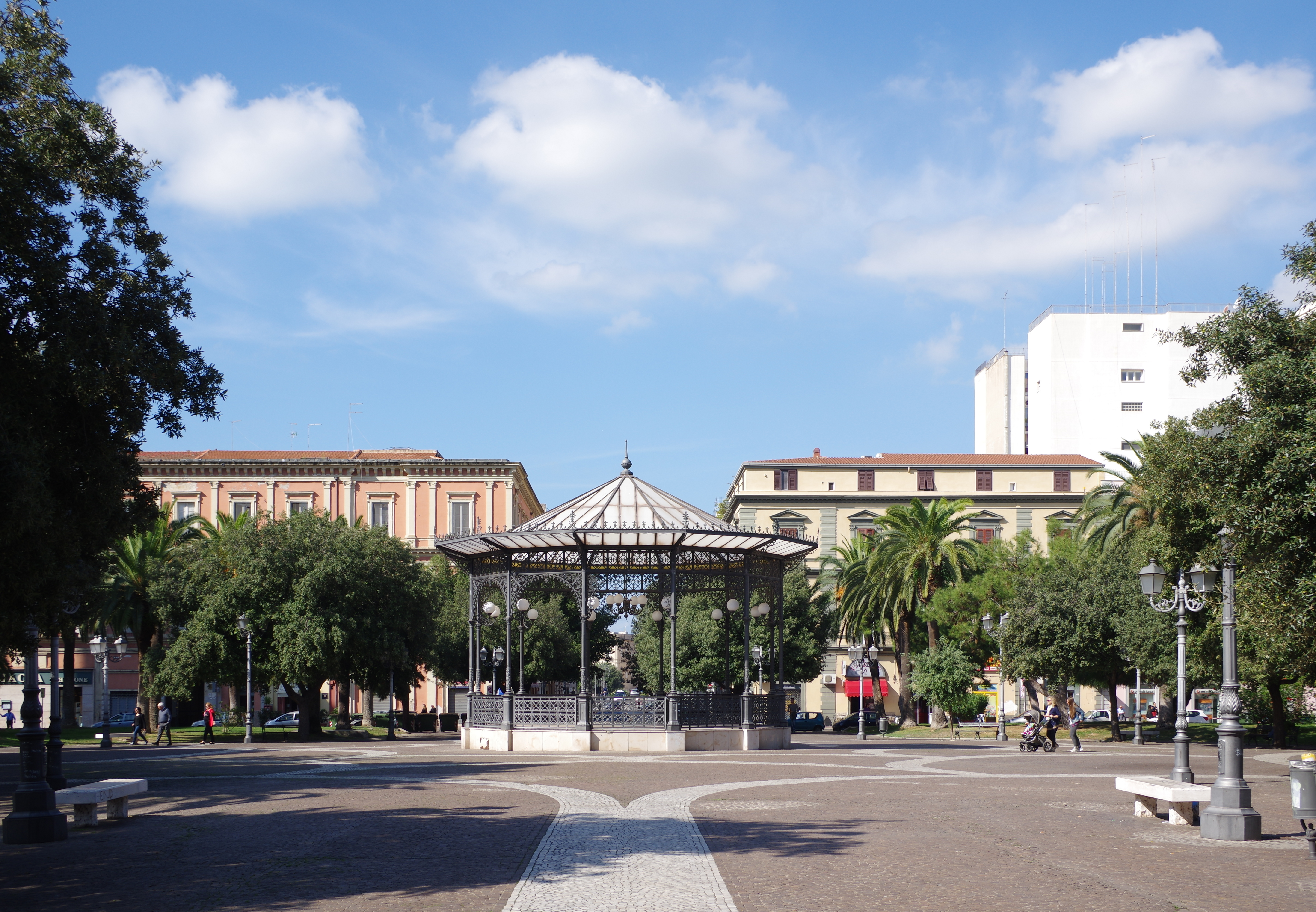
Piazza Garibaldi
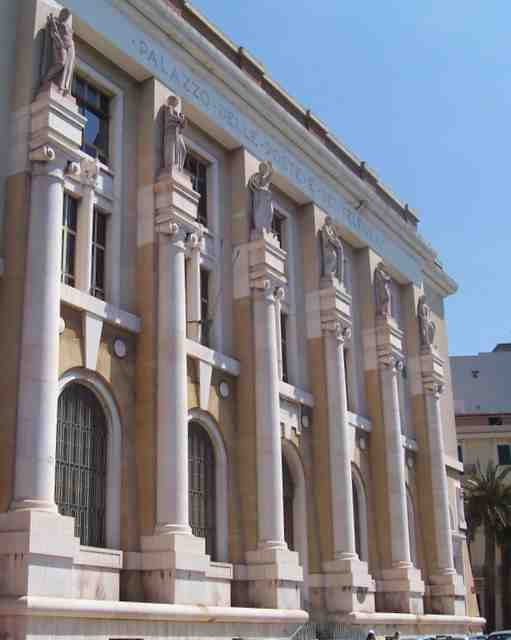
Hauptpost
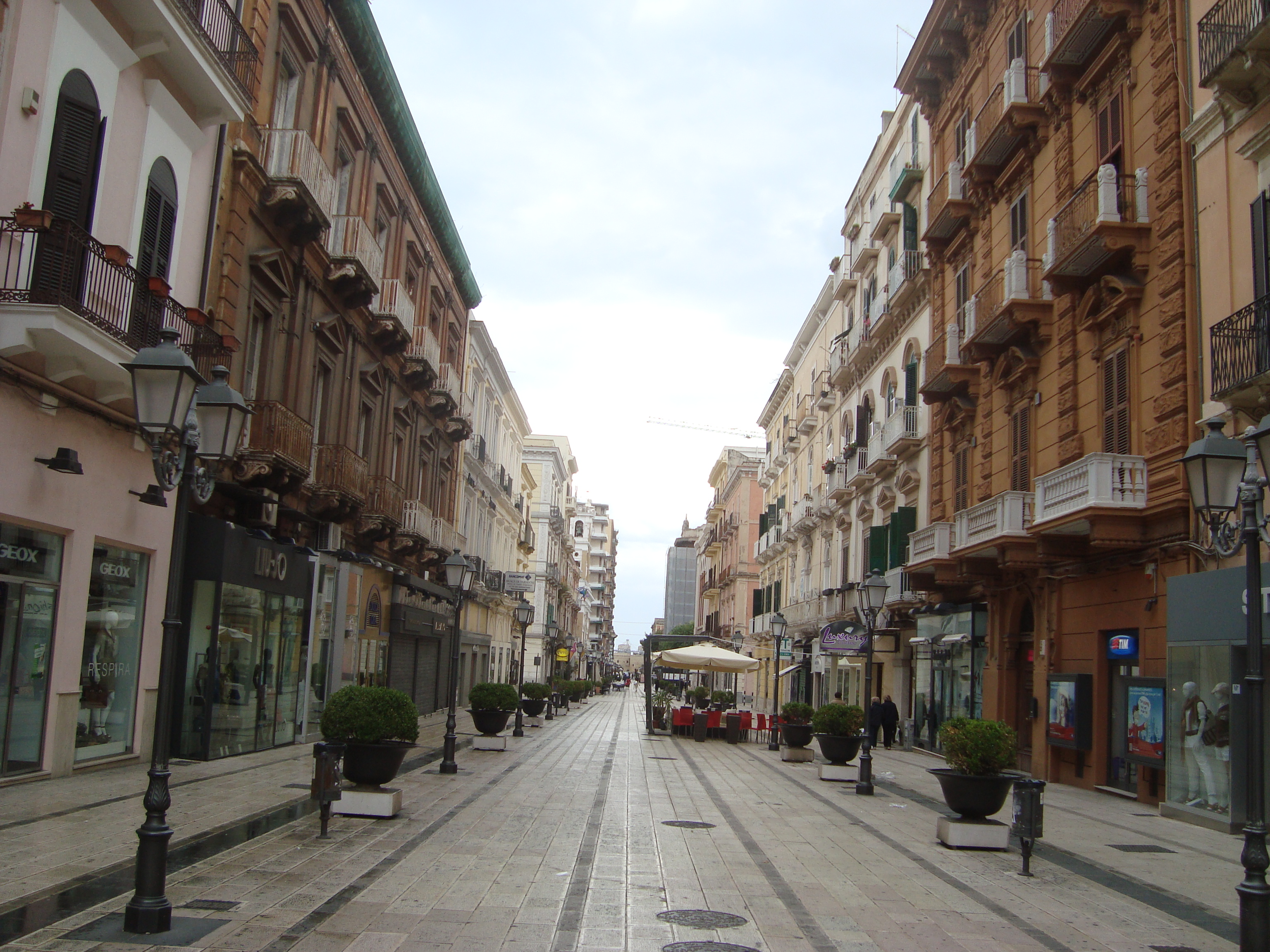
Einkaufsstraße
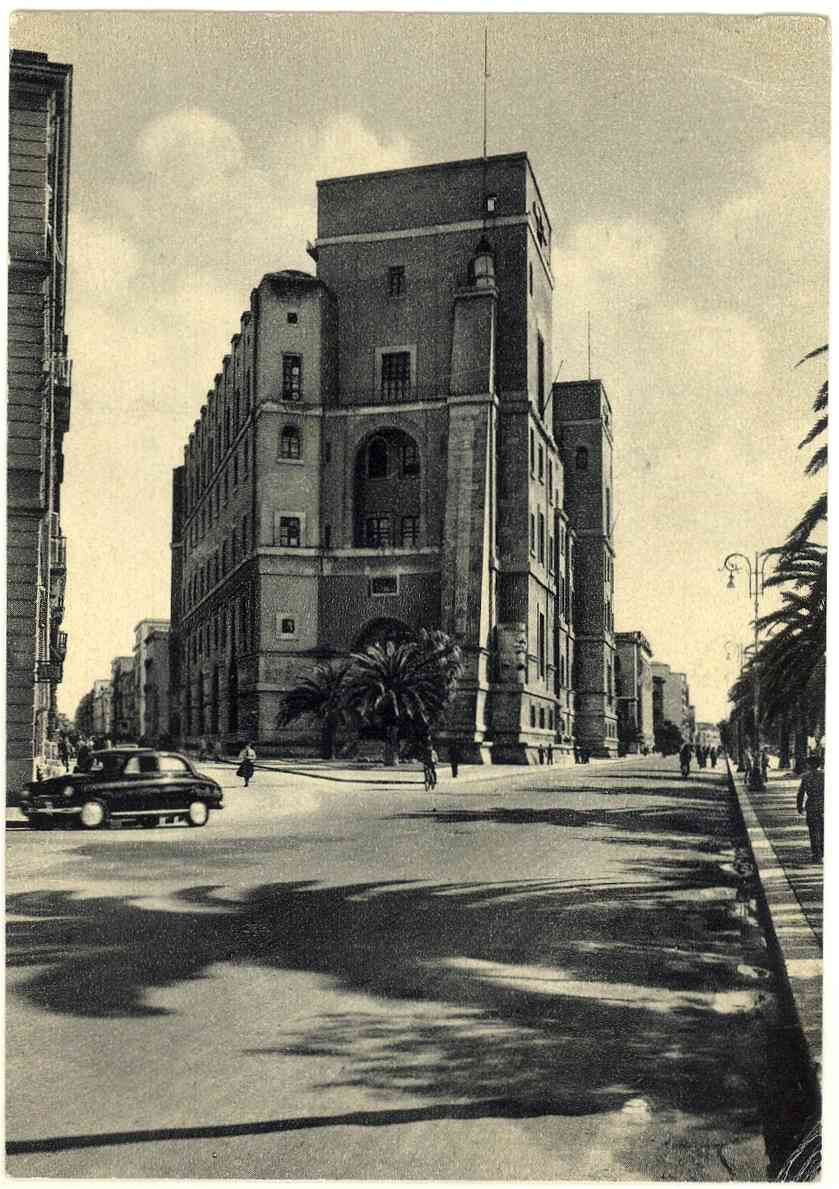
Regierungsgebäude um 1954

## Städtepartnerschaft
Partnerstädte von Tarent sind Tirana, die Hauptstadt Albaniens, und Sparta (Griechenland).

## Persönlichkeiten
Tarent ist die Geburtsstadt zahlreicher berühmter Persönlichkeiten und viele haben einen Teil ihres Lebens in der Stadt verbracht – aber alle haben seit dem Altertum zur Geschichte der Stadt beigetragen.
Einige Persönlichkeiten der Stadt sind in der Liste von Persönlichkeiten der Stadt Tarent aufgeführt.